# 吉尔戴鱼科
吉爾戴魚科是辐鳍鱼类的史前科別，被歸入僅包含它在內的吉爾戴魚目（Guildayichthyiformes）。已知的成員僅有兩種生活在石炭纪密西西比世的海水魚：卡内基吉尔戴鱼（Guildayichthys carnegiei）和梳齿迪斯科锯鱼（Discoserra pectinodon），化石均產自美国蒙大拿州的熊谷石灰岩。牠們的頭骨表現出獨特的原始特徵與現代特徵的結合，體表具有菱形硬鱗。
吉爾戴魚科及其所屬的吉爾戴魚目，由美國古生物學家理查德·伦德（英文：Richard Lund）在2000年建立，當時被置於腕鳍鱼类之下，與現今生活在非洲淡水生境的多鳍鱼目形成姐妹群。後續研究依據20個性狀對吉爾戴魚目的分類位置進行了修訂，將其作為另一支石炭紀魚類——鰻鱈目（Tarrasiiformes）的姐妹群。

## 下級分類
吉尔戴鱼科包含以下属种：
- †吉爾戴魚屬 Guildayichthys Lund, 2000
  - †卡内基吉尔戴鱼 G. carnegiei Lund, 2000
- †迪斯科锯鱼属 Discoserra Lund, 2000
  - †梳齿迪斯科锯鱼 D. pectinodon Lund, 2000